# Август Шльоцер
Август Лудвиг фон Шльоцер (на немски: August Ludwig von Schlözer) е германски и руски историк, публицист и статистик. Автор на така наречената и известна норманска теория, според която норманите са в основата на древноруската държавност и култура. Член-кореспондент на Гьотингенската академия на науките, на Баварската академия на науките, на Кралската шведска академия на науките и на Санктпетербургската академия на науките.
Произхожда от протестантско семейство. От малък остава сирак. Завършва богословие във Витенберг, след което учи в Гьотингенския университет. Учителства в Стокхолм. От 1761 г. е в Руската империя, където има много спорни научни прояви по времето на така наречения просветен абсолютизъм – от съвременна научна гледна точка. 

## Избрана библиография
- Neuverändertes Rußland oder Leben Catharinä der Zweyten Kayserinn von Rußland: aus authentischen Nachrichten beschrieben, Riga; Leipzig 1767
- August Ludwig Schlözers [...] Vorstellung seiner Universal-Historie, Göttingen; Gotha 1772–1773
- Oskold und Dir, Göttingen/Gotha 1773
- Ludwig Ernst, Herzog Zu Braunschweig Und Lüneburg, kaiserl. königl. und des h. Römischen Reichs FeldMarschall, Göttingen 1787
- Kritische Sammlungen zur Geschichte der Deutschen in Siebenbürgen. Göttingen 1795
- Münz-, Geld-, und Bergwerks-Geschichte des Russischen Kaiserthums, Göttingen 1797
- De vita dei, Vitembergae